# Концептуално изкуство
Концептуално изкуство е течение в изкуството, което възниква през 20 век.
Френският художник Марсел Дюшан проправя пътя за това направление с една от най-значимите си творби „Fountain“ (на български: Фонтан) през 1917 г. „Фонтанът“ се счита за творба, която променя лицето на изкуството, разширявайки границите на изкуството и предефинирайки ролята на художника.
През 1961 г. терминът „концептуално изкуство“ е изкован от художника Хенри Флинт и употребен в едноименна статия, отпечатана в прото-Fluxus изданието Антология на операции по сдобиването с късмет.
През 1970 г. в Културния център на Ню Йорк (днес центъра 2 Columbus Circle) е организирана първата мащабна изложба („Conceptual Art and Conceptual Aspects“), посветена на концептуалното изкуство.
Терминът получава различен смисъл в текстове на Йозеф Косут и от англичаните от групата Изкуство и език, които изхвърлят конвенционалния арт обект и го заместват с документално критическо изследване на социалния, философския и психологическия статус на художника. До средата на 1970-те години концептуалното изкуство се разгръща в публикации, индекси, представления, текстове и картини.

## Значими художници концептуалисти
- Марина Абрамович
- Вито Акончи
- Рой Аскот
- Шусаку Аракава
- Майкъл Ашър
- Джон Балдесари
- Робърт Бари
- Артур Барио
- Себастиан Бинек
- Лотар Баумгартен
- Йозеф Бойс
- Крис Бърдън
- Даниел Бюрен
- Дан Греъм
- Гилбърт и Джордж
- Марсел Дюшан
- Олафур Елиасон
- Били Епъл
- Ив Клайн
- Иля Кабаков
- Софи Кале
- Джон Кейдж
- Йозеф Косут
- Ричард Лонг
- Брус Науман
- Йоко Оно
- Роман Опалка
- Дмитрий Пригов
- Марта Рослер
- Стеларк
- Ханс Хааке
- Ай Уейуей
- Марсел Бродхарс
- Он Кауара
- Денис Опенхайм
- Вали Експорт

## Развитие
- „Музей на невидимото изкуство“ (на английски: The Museum on Non-Visible Art, съкратено MoNA) — музей, в който са разположени невидими картини и скулптури с описанието им на табелките. Могат да бъдат закупени.
- Неоконцептуално изкуство